# Estación Campo Redondo
Campo Redondo era una estación de ferrocarril ubicada en las áreas rurales del Departamento General Obligado, en cercanías de la localidad de Villa Ana, provincia de Santa Fe, Argentina

## Servicios
Era una estación intermedia del Ramal F15 del Ferrocarril General Belgrano.